# Brometo de lítio
O brometo de lítio, ou LiBr, é um composto químico de bromo e lítio extremamente higroscópico e frequentemente usado como dessecante. O brometo de lítio é irritante aos olhos e pode causar depressão CNS (depressão do sistema nervoso central) em altas doses.
Junto com o cloreto de lítio, é frequentemente usado em condicionamento de ar e sistemas industriais de secagem.
Forma cristais cúbicos similares aos do cloreto de sódio

## Obtenção
A obtenção do brometo de lítio se dá pela reação de neutralização do hidróxido de lítio com o ácido bromídrico, ou por reação do carbonato de lítio com o ácido bromídrico:
{\displaystyle \mathrm {LiOH+\ HBr\longrightarrow \ LiBr+\ H_{2}O} }
{\displaystyle \mathrm {Li_{2}CO_{3}+\ 2HBr\longrightarrow \ 2LiBr+\ H_{2}O+\ CO_{2}} }
Igualmente pode-se tomar mono-oxobromato de lítio produzido naturalmente como subproduto na primeira reação ou da reação de hidróxido de lítio com bromo e reduzindo-o com ácido fórmico ou amônia ao brometo do lítio e bromato de lítio:
{\displaystyle \mathrm {Br_{2}+2\ LiOH\longrightarrow \ LiBr+\ LiOBr+\ H_{2}O} }
{\displaystyle \mathrm {3LiOBr\longrightarrow \ 2LiBr+\ LiBrO_{3}} }
Pode-se obter o brometo de lítio em meio anidro por reação do hidreto de lítio com bromo:
{\displaystyle \mathrm {LiH+\ Br_{2}\longrightarrow \ LiBr+\ HBr} }

## Usos
Brometo de lítio é usado em sistemas de ar condicionado como dessecante.
Brometo de lítio foi usado como um sedativo no início do século XX, mas seu uso perdeu credibilidade nos anos 1940 quando alguns pacientes cardíacos morreram após usá-lo como um sal substituto.
Tal como o carbonato de lítio e o cloreto de lítio foi usado no tratamento de distúrbio bipolar.

## Cuidados
Brometo de lítio pode ser nocivo se em contato com os olhos, causando irritação, ou com a pele, causando queimaduras. O contato com a pele resulta em desidratação da área exposta e, posteriormente, queimaduras. O brometo de lítio é prejudicial se ingerido.
Contínua exposição ao brometo de lítio pode levar a depressão CNS, enquanto exposição crônica pode levar a erupções de pele ou doenças sanguíneas.